# Фулк, Уильям
Уи́льям Ге́нри Фулк (англ. William Henry Foulke; 12 апреля 1874 — 1 мая 1916) — профессиональный игрок в крикет и футбол. Выступал Derbyshire County Cricket Club, футбольные клубы «Шеффилд Юнайтед», «Челси» и «Брэдфорд Сити». В составе сборной Англии провёл один матч против команды Уэльса.

## Карьера
После окончания школы работал на шахте Блеквелл. Там он начал играть в футбол за местную команду. Затем он был продан за 20 фунтов стерлингов клубу «Шеффилд Юнайтед», где он дебютировал 1 сентября 1894 года против команды «Вест Бромвич». За «Шеффилд» он отыграл 299 матчей и в мае 1905 года был продан «Челси» за 50 фунтов стерлингов. В «Челси» он провёл 1 год и сыграл 34 матча. Его последним клубом стал «Брэдфорд Сити», который выкупил его у «Челси» за 50 фунтов стерлингов. В ноябре 1907 года Уильям ушёл из большого спорта.
В сезоне 1900 года сыграл четыре матча по крикету за Дербишир.
Уильям Фулк имел значительные габариты, его рост был 193 см, а вес доходил до 150 килограммов. Однажды во время футбольного матча он повис на перекладине и сломал её, из-за этого матч пришлось остановить.
Последние годы своей жизни Фулк провёл в Шеффилде, где владел магазином на улице Матильды и, некоторое время, пивной.

## Смерть
Уильям Фулк умер в 1916 году. Похоронен на кладбище Бернгрэйв, Шеффилд. В его свидетельстве о смерти причиной смерти признан «цирроз печени».

## Достижения
«Шеффилд Юнайтед»
- Чемпион Англии: 1897/98
- Обладатель Кубка Англии (2): 1898/99, 1901/02